# Interstate 19
Der Interstate 19 (abgekürzt I-19) führt von der mexikanischen Grenze, nahe Nogales, bis zum Interstate 10 in Tucson und befindet sich nur im Bundesstaat Arizona.

## Allgemeines zum I-19
Der I-19 verläuft meist parallel zum ehemaligen U.S. Highway 89.

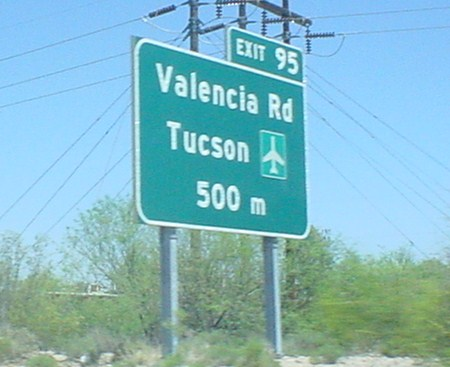
Ankündigungsschild einer Ausfahrt mit metrischer Entfernungsangabe

Er ist unter den US-Highways einzigartig, da die Beschilderung die Entfernungen in Metern (Hunderte oder Tausende als Anzeigen der Entfernung zur Ausfahrt) oder Kilometern (als Anzeigen der Entfernung zum Zielort) angibt, und nicht, wie üblich, in Meilen. Die Geschwindigkeitsbegrenzungszeichen geben die Geschwindigkeiten jedoch in Meilen pro Stunde an. Gemäß dem Arizona Department of Transportation (ADOT; deutsch: Verkehrsbehörde von Arizona) wurden metrische Beschilderungen auf Grund des sogenannten metric system push in den Vereinigten Staaten zur Zeit des Baus des Interstates vergeben.
Die ADOT gab aber mittlerweile bekannt, die metrischen Zeichen etappenweise zurück zum englischen System zu ändern, da man so hohe Kosten, die beim sofortigen Umrüsten entstehen würden, vermeiden könne.
Auf der mexikanischen Seite von Nogales beginnt die Carretera Federal (Bundesstraße) 15, die bis nach Mexiko-Stadt führt und nicht nur von Touristen oft genutzt wird.
Zwischen den Jahren 2002 und 2004 wurde das Kreuz mit dem Interstate 10 sowie der Abschnitt bis zum Exit Ajo neu gebaut.